# 松林寺 (杉並区)
松林寺（しょうりんじ）は、東京都杉並区にある曹洞宗の寺院。

## 概要
1593年（文禄2年）、葉山宗朔によって開山した。開基は正林寿慶庵主であり、当初の寺名は「正林寺」であった。
その後、1713年（正徳3年）に「松林寺」に改称した。周辺に松が多かったことが由来である。
1914年（大正3年）、現在の成田西にあった「全福寺」を合併している。

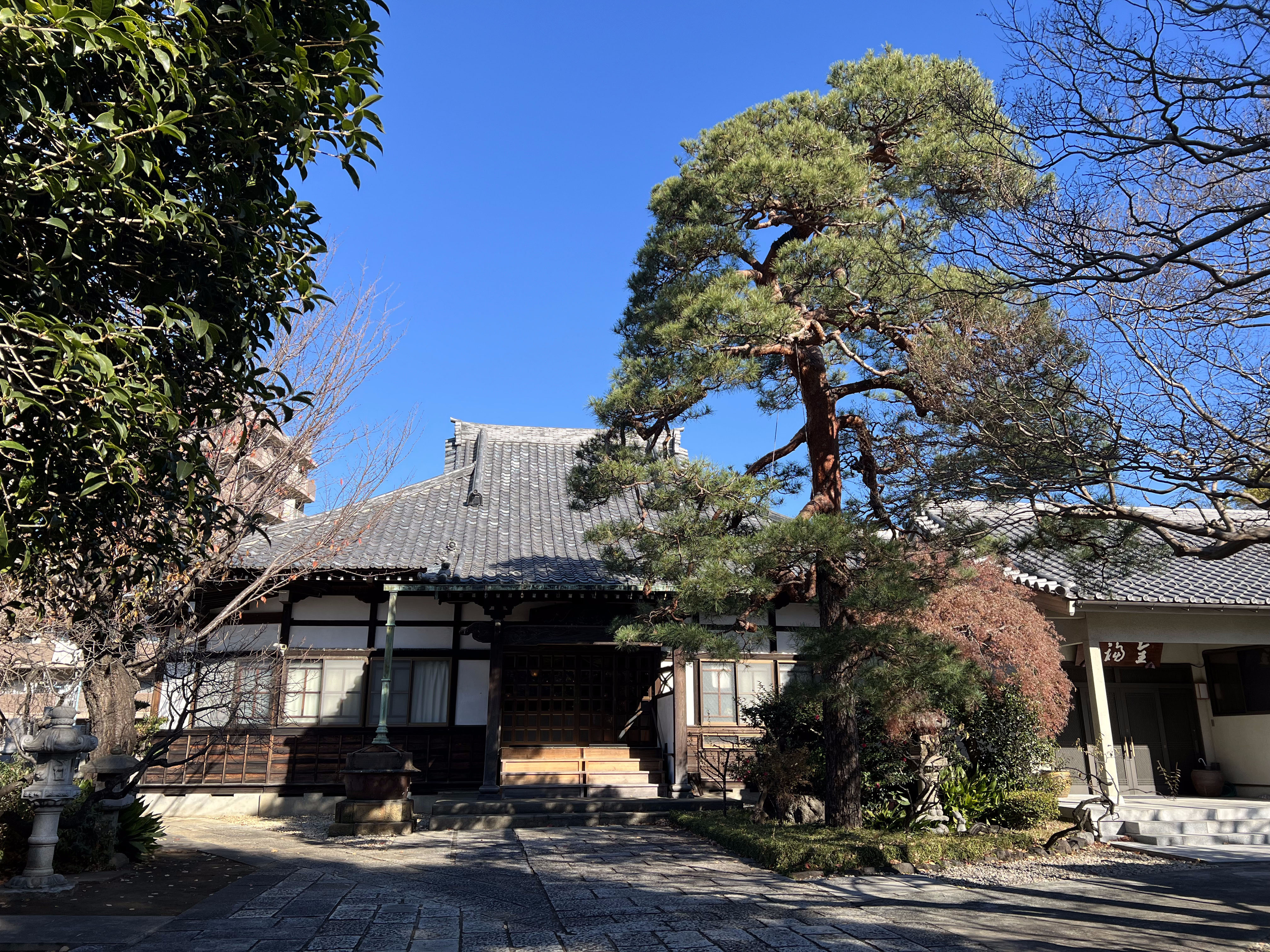
本堂と松

## 境内
- 庚申塔
- 地蔵石塔
- 観音石像

## 交通アクセス
- 京王井の頭線高井戸駅より徒歩10分。

## 関連文献
- 「田端村 全福寺」『新編武蔵風土記稿』 巻ノ123多磨郡ノ35、内務省地理局、1884年6月。NDLJP:763995/25。